# 이평면
이평면(梨坪面)은 대한민국 전북특별자치도 정읍시의 면이다. 면적은 25.71km2이고, 인구는 2024년 7월 1일을 기준으로 1,898명이다. 예전에는 배들[梨坪]이라고 불렀다. 동진강(東津江) 중류 좌안(左岸)에 위치한다. 동쪽은 정우면(淨雨面), 남쪽은 덕천면(德川面), 서쪽은 천태산(天台山:195m)을 경계로 영원면(永元面), 북동쪽은 동진강을 경계로 신태인읍, 북서쪽은 부안군 백산면(白山面)과 접한다. 남서부의 기반암은 중생대 쥐라기 대보화강암(大寶花崗岩)으로, 토양은 이들이 심층풍화(深層風化)되어 형성된 적황색토(赤黃色土)이며, 이 화강암에서는 좋은 석재(石材)가 채석된다. 북동부의 동진강 연안에 펄쳐진 넓은 충적평야가 바로 배들이다. 일찍부터 농업이 이루어졌던 곳으로 고부군수(古阜郡守) 조병갑(趙秉甲)이 만석보(萬石洑)를 쌓고 이를 기화로 하여 가혹한 수세(水稅)를 징수하였기 때문에 전봉준(全琫準)의 지휘로 동학농민운동이 일어난 사실은 유명하다. 논농사 중심의 주곡농업이 발달하였으며, 남서부의 구릉지대에서는 과수재배를 비롯하여 잎담배 재배와 젖소 사육이 이루어진다. 신태인과의 사이에 지방도가 있어 고부 등과 연결된다. 장내리(長內里)에는 전봉준의 생가가 보존되어 있으며, 말목장터[馬項里]는 태인·고부·정읍으로 통하는 삼거리로 동학농민운동 때에는 병력집결지였다. 문화재로는 만석보(萬石洑:전북기념물 33), 전봉준선생 고택지(全琫準先生故宅址:사적 293), 창동서원(滄東書院:문화재자료 78), 도계서원(道溪書院:문화재자료 79), 서산사비(書山祠碑), 안길수 혁파비(安吉壽革罷碑), 팔랑정지(八郞亭址), 전봉준비(全琫準碑), 김기환(金基煥) 효자문, 오금리 제각(梧琴里祭閣) 등이 있다. 만석보는 1838년(헌종 4) 고부군수(古阜郡守) 안길수(安吉壽)가 농업용 수리시설로 쌓은 제방인데, 후임자 조병갑(趙秉甲)의 부당한 수세징수로 동학혁명의 직접적 원인이 된 보(洑)이다. 현재는 하천으로 제방의 흔적은 없고 1973년에 제방 자리에 만석보유지비라는 비를 건립하였다.

## 연혁
- 1914년 3월 1일 고부군 답내면, 궁동면을 합하여 이평면으로 개칭
- 1973년 7월 1일 대통령령 제6542호, 정읍군 조례 제371호에 의거 정우면 오금리 편입(12개리)
- 1987년 1월 1일 대통령령 제12007호, 정읍군 조례 제1042호에 의거 도계리 덕척면 편입, 청량마을 영원면으로 편입
- 1995년 1월 1일 정읍시, 정읍군 통합(정읍시 이평면)

## 문화재 및 관광 자원
- 정읍 창동서원 - 전북특별자치도 문화재자료 제 78호
- 정읍 백운암 석불입상 - 전북특별자치도 문화재자료 제 139호
- 전봉준선생 고택 - 사적 제 29호
- 만석보지 - 전북특별자치도 기념물 제 48호

## 행정 구역
| 법정리명       | 마을 유래 | 자연 마을 | 비고 |
| -------------- | --- | --- | ---- |
| 두지리(斗池里) | 본래 고부군 답내면(畓內面)구역인데, 1914년 행정구역 개편 때에 두지리(斗池里), 무릉리(武陵里), 도원리(挑源里), 상신리(上新里), 중신리(中新里), 하신리(下新里), 현동(玄洞), 화랑리(花浪里), 평령리(平嶺里)와 오금면(梧琴面) 오신리(梧新里)의 각 일부를 병합하여, 중심 마을 이름을 따서 두지리라 하고 정읍군 이평면에 편입하였다. | 1) 무릉(武陵) 마을 2) 현동(玄洞) 마을 3) 대독(大篤) 마을 4) 소독(小篤) 마을                                       |      |
| 팔선리(八仙里) | 본래 고부군 답내면(沓內面) 구역인데, 1914년 행정구역 개편 때에, 팔선리(八仙里), 석정리(石汀里), 용전리(龍田里), 서산리(書山里), 현동(玄洞), 예동(禮洞)과 수금면(水金面), 신복리(新福里) 및 오금면(梧琴面) 각목리(角木里), 오신리(梧新里) 각 일부를 병합하여 중심마을 이름을 따서 팔선리라 하고 정읍군 이평면에 편입 하였다. | 1) 서산(書山) 마을 2) 용전(龍田) 마을 3) 팔부(八富) 마을 4) 석정(石汀) 마을                                       |      |
| 하송리(下松里) | 본래 고부군 답내면(沓內面) 구역인데, 1914년 행정구역 개편 때에, 목교리(木橋里), 예동(禮洞), 상송리(上松里), 하송리(下松里), 서산리(書山里)의 각 일부를 병합하여, 그 중심 마을 이름을 따서 하송리라 하고, 정읍군 이평면에 편입하였다. | 1) 하송(下松) 마을 2) 목교(木橋) 마을 3) 예동(禮洞) 마을                                                          |      |
| 마항리(馬項里) | 본래 고부면 답내면(沓內面) 구역인데 1914년 행정구역 개편 때에 연화리(蓮花里), 석전리(石田里), 마항리(馬項里), 금반리(金盤里), 창전리(蒼田里), 상송리(上松里), 하송리(下松里) 각 일부를 병합하여 중심마을 이름을 따서 마항리라 하고 정읍군 이평면에 편입하였다. | 1) 요동(寥東)마을 2) 요서(寥西)마을 3)석전(石田)마을 4)연화(연連花)마을 5)금반(金盤)마을                          |      |
| 두전리(斗田里) | 본래 고부군 답내면(沓內面)구역인데, 1914년 행정구역 개편 때에, 포룡리(抱龍里), 운전리(雲田里), 황전리(黃田里), 국정리(菊汀里), 창전리(蒼田里), 두전리(斗田里), 마항리(馬項里), 금반리(金盤里)와 궁동면(宮洞面) 석지리(石池里)각 일부를 병합하여, 중심 마을 이름을 따서 두전리라하고, 정읍군 이평면에 편입하였다. | 1)포룡(抱龍) 마을 2) 창전(蒼田) 마을 3) 황전(黃田) 마을 4)국정(菊汀) 마을                                         |      |
| 장내리(長內里) | 본래 고부군 궁동면(宮洞面) 구역인데, 1914년 행정구역 개편 대에, 송곡리(松谷里), 장내리(長內里), 사거리(사거리), 월산리(月山里), 석지리(石池里)와 답내면(沓內面) 금반리(金盤里)및 거마면(巨麻面) 소수리(小水里), 월상리(月上里)각 일부를 병합하여, 중심마을 이름을 따서 장내리라 하고, 정읍군 이평면에 편입하였다. 장내리는 골짜기 안에 있기 때문에「담안」(墻內)이라고도 부른다. | 1)석지(石池) 마을 2)조소(鳥巢) 마을 3) 월동(月東) 마을 4) 월서(月西) 마을                                         |      |
| 청량리(靑良里) | 본래 고부군 궁동면(宮洞面)구역인데, 1914년 행정구역 개편 때에, 신월리(新月里), 연지리(蓮池里), 도천리(道川里), 궁월리(弓月里), 청량리(靑良里), 백량리(白良里) 각 일부를 병합하여, 그 중심 마을 이름을 따서 청량리라 하고, 정읍군 이평면에 편입하였다. 청량을 「배암고지」라고도 한다. | 1) 신월(新月) 마을 2) 궁월(弓月) 마을 3) 도천(道川) 마을 4) 정애(情愛) 마을                                       |      |
| 창동리(滄東里) | 본래 고부군 궁동면(宮洞面)구역인데, 1914년 행정구역 개편 때에 송산리(松山里), 소송리(小松里), 광기리(光己里, 廣基里), 주산리(舟山里) 및 신송리(新松里)각 일부를 병합하여, 속칭 창골(滄洞)의 미화된 이름인 창동(滄東, 滄州의 동쪽으로 中國 -朱子故事-의 약칭이다)리라 하고, 정읍군 이평면에 편입되었다. | 1) 창동(滄東) 마을 2) 신송(新松) 마을 3) 소송(小松) 마을 4) 후송(後松) 마을                                       |      |
| 평령리(平嶺里) | 본래 고부군 답내면(畓內面) 구역인데 행정구역 개편 때에 세곡리(細谷里), 지지리(知止里), 평령리(平嶺里), 한수리(漢水里), 화랑리(花浪里)각 일부와 궁동면(宮洞面) 지지리(知止里)를 병합하여, 그 중심 마을 이름을 따라 평령리로 하고, 정읍군 이평면에 편입하였다. | 1) 평령(平嶺) 마을 2)지지(知止) 마을 3) 세곡(細谷) 마을 4) 한수(漢水) 마을                                        |      |
| 산매리(山梅里) | 본래 고부군 답내면(畓內面)구역인데, 1914년 행정구역 개편 때에, 돈지리(敦地里), 장춘리(長春里), 산신리(山新里), 산매리(山梅里), 한수리(漢水里)와 궁동면(宮洞面) 신송리(新松里) 각 일부를 병합하여, 중심마을 이름을 따서 산매리라 하고, 정읍군 이평면에 편입하였다. | 1) 산매(山梅) 마을 2) 돈지(敦地) 마을 3) 장춘(長春) 마을                                                          |      |
| 오금리(梧琴里) | 본래 고부군 오금면(梧琴面)구역인데, 1914년 행정구역 개편 때에, 오정리(五丁里), 대량리(大良里), 양지리(陽池里), 대동(大洞), 각목리(角木里), 오신리(梧新里)와 우일면(雨日面) 야리(野里), 수금면(水金面) 신복리(新福里), 답내면(畓內面) 하신리(下新里) 각 일부를 병합하여, 이곳이 대부분 전 오금면 구역이기에 오금리라 하고, 정읍군 정토면(淨土面)에 편입되었다가, 1935년 4월 1일 이 정토면이 우순면(雨順面)과 병합하여, 정우면이되고 1973년 7월 1일 대통령령 제 6542호에 의하여, 이 오금리가 이평면에 편입되었다. | 1) 대동(大洞) 마을 2) 대량(大良) 마을 3) 양지(良池) 마을 4) 오정(梧丁) 마을 5) 각목(角木) 마을 6) 오산(鰲山) 마을 |      |